# Мемориал пионерок (Перт)
Мемориал пионерок расположен в Ботаническом саду Западной Австралии, на территории Кингс-Парка, Перт, Западная Австралия. Он состоит из озера, скульптуры и фонтана и был построен в честь вклада женщин-первопроходцев в развитие города и штата.
В начале 1960-х годов были предприняты шаги по созданию мемориала, планирование началось в 1963 году. Центр композиции, бронзовая статуя 2,7 метров в высоту, была спроектирована Маргарет Прист. Она стоит на ступеньке в декоративном озере и окружена пятью другими камнями и фонтанами. Открытие статуи и запуск фонтана был осуществлён губернатором Западной Австралии 14 января 1968 года. Церемония открытия была организована членами и председателем правления Кингс-парка, и большая группа посетителей услышала речь Джеффри Саммерхейса, архитектора, который описал свой план мемориала так: «фигура женщины, по-видимому, взбирающейся по ручью по ступеням… ступеням прогресса».
Территория вокруг мемориала была модернизирована в 1999 году, и поблизости был добавлен Мемориал столетия избирательного права женщин Западной Австралии.